# Giulia Casoni
| Posities op de WTA-ranglijst Positie per einde seizoen: \| jaar \| rang enkelspel \| rang dubbelspel \| \| ---- \| -------------- \| --------------- \| \| 1994 \| 591 \| 175 \| \| 1995 \| 393 \| 193 \| \| 1996 \| 358 \| 415 \| \| 1997 \| 356 \| 243 \| \| 1998 \| 299 \| 264 \| \| 1999 \| 154 \| 156 \| \| 2000 \| 91 \| 79 \| \| 2001 \| 284 \| 106 \| \| 2002 \| 342 \| 239 \| \| 2003 \| 231 \| 145 \| \| 2004 \| 285 \| 202 \| \| 2005 \| 329 \| 106 \| \| 2006 \| 505 \| 316 \| |                |                 |
| jaar | rang enkelspel | rang dubbelspel |
| 1994 | 591            | 175             |
| 1995 | 393            | 193             |
| 1996 | 358            | 415             |
| 1997 | 356            | 243             |
| 1998 | 299            | 264             |
| 1999 | 154            | 156             |
| 2000 | 91             | 79              |
| 2001 | 284            | 106             |
| 2002 | 342            | 239             |
| 2003 | 231            | 145             |
| 2004 | 285            | 202             |
| 2005 | 329            | 106             |
| 2006 | 505            | 316             |

Giulia Casoni ([ˈdʒuːlja kaˈzoːni]; Ferrara, 19 april 1978) is een voormalig tennisspeelster uit Italië. Casoni begon met tennis toen zij acht jaar oud was. Haar favoriete ondergrond is gravel en hardcourt. Zij speelt rechtshandig en heeft een tweehandige backhand. Zij was actief in het internationale tennis van 1993 tot en met 2006.

## Loopbaan

### Junioren
In 1995 bereikte Casoni de meisjesdubbelspelfinale op Roland Garros, samen met landgenote Alice Canepa. Een jaar later wonnen zij deze juniorgrandslamtitel alsnog.

### Enkelspel
Casoni debuteerde in 1994 op het ITF-toernooi van Caserta (Italië). Zij stond later dat jaar voor het eerst in een finale, op het ITF-toernooi van Alghero (Italië) – zij verloor van de Amerikaanse Corina Morariu. In 1995 veroverde Casoni haar eerste titel, op het ITF-toernooi van Fontanafredda (Italië), door landgenote Monica Guglielmi te verslaan. In totaal won zij vier ITF-titels, de laatste in 1999 in Istanbul (Turkije).
In 1995 speelde Casoni voor het eerst op een WTA-hoofdtoernooi, op het toernooi van Palermo. Haar beste resultaat op de WTA-toernooien is het bereiken van de kwartfinale, op het Tier I-toernooi van Rome 2000, waar zij onder meer de Belgische Dominique Van Roost versloeg.
Haar beste resultaat op de grandslamtoernooien is het bereiken van de derde ronde. Haar hoogste notering op de WTA-ranglijst is de 83e plaats, die zij bereikte in januari 2001.

### Dubbelspel
Casoni behaalde in het dubbelspel betere resultaten dan in het enkelspel. Zij debuteerde in 1993 op het ITF-toernooi van Fontanafredda (Italië), samen met landgenote Alice Canepa – hier veroverde zij meteen haar eerste titel, door het Italiaanse duo Germana Di Natale en Giulia Toschi te verslaan. In totaal won zij 27 ITF-titels, de laatste in 2006 in St. Georges de Beauce (Canada).
In 1994 speelde Casoni voor het eerst op een WTA-hoofdtoernooi, op het toernooi van Palermo, samen met landgenote Alice Canepa – zij bereikten er meteen de finale, die zij verloren van het koppel Ruxandra Dragomir en Laura Garrone. In juli 2000 won zij in Knokke-Heist samen met Iroda Tulyaganova haar eerste WTA-titel – in de finale versloegen zij het koppel Catherine Barclay en Eva Dyrberg. In totaal won zij drie WTA-titels, de laatste in 2005 in Palermo, samen met de Oekraïense Marija Koryttseva.
Haar beste resultaat op de grandslamtoernooien is het bereiken van de tweede ronde. Haar hoogste notering op de WTA-ranglijst is de 51e plaats, die zij bereikte in februari 2001.

### Tennis in teamverband
In de periode 1997–2001 maakte Casoni deel uit van het Italiaanse Fed Cup-team – zij behaalde daar een winst/verlies-balans van 8–3.

## Resultaten grandslamtoernooien
| Legenda | Legenda                          |
| ------- | -------------------------------- |
| g.t.    | geen toernooi gehouden           |
| l.c.    | lagere categorie                 |
| –       | niet deelgenomen                 |
| G       | uitgeschakeld in de groepsfase   |
| 1R      | uitgeschakeld in de eerste ronde |
| 2R      | uitgeschakeld in de tweede ronde |
| 3R      | uitgeschakeld in de derde ronde  |
| 4R      | uitgeschakeld in de vierde ronde |
| KF      | uitgeschakeld in de kwartfinale  |
| HF      | uitgeschakeld in de halve finale |
| F       | de finale verloren               |
| W       | het toernooi gewonnen            |
| w-v     | winst/verlies-balans             |

### Enkelspel
| toernooi        | 2000 | 2001 |
| --------------- | ---- | ---- |
| Australian Open | –    | 1R   |
| Roland Garros   | 3R   | 1R   |
| Wimbledon       | 1R   | 1R   |
| US Open         | 3R   | –    |

### Vrouwendubbelspel
| toernooi        | 2000 | 2001 |
| --------------- | ---- | ---- |
| Australian Open | –    | 2R   |
| Roland Garros   | 2R   | 1R   |
| Wimbledon       | 1R   | 1R   |
| US Open         | 1R   | 1R   |

## Palmares
| Legenda                |
| ---------------------- |
| Grandslamtoernooi      |
| Olympische Spelen      |
| Year-End Championships |
| Tier I                 |
| Tier II                |
| Tier III               |
| Tier IV & V            |

### WTA-finaleplaatsen enkelspel
geen

### WTA-finaleplaatsen vrouwendubbelspel
| nr.              | finale     | toernooi         | ondergrond | partner           | tegenstandsters                      | score         |         |
| ---------------- | ---------- | ---------------- | ---------- | ----------------- | ------------------------------------ | ------------- | ------- |
| gewonnen finales |            |                  |            |                   |                                      |               |         |
| 1.               | 2000-07-23 | WTA Knokke-Heist | gravel     | Iroda Tulyaganova | Catherine Barclay Eva Dyrberg        | 2-6, 6-4, 6-4 | details |
| 2.               | 2001-01-06 | WTA Gold Coast   | hardcourt  | Janette Husárová  | Katie Schlukebir Meghann Shaughnessy | 7-6, 7-5      | details |
| 3.               | 2005-07-24 | WTA Palermo      | gravel     | Marija Koryttseva | Klaudia Jans Alicja Rosolska         | 4-6, 6-3, 7-5 | details |
| verloren finales |            |                  |            |                   |                                      |               |         |
| 1.               | 1994-07-10 | WTA Palermo      | gravel     | Alice Canepa      | Ruxandra Dragomir Laura Garrone      | 1-6, 0-6      | details |